# Les Božích cedrů
Les Božích cedrů (arabsky أرز الربّ Arz al-Rabb) je název přibližně 10 hektarů velkého cedrového lesa v severní části Libanonu. Nachází se na území obce Bšarré v údolí Kadíša, přibližně 60 km severovýchodně od Bejrútu. Od roku 1998 je součástí světového kulturního dědictví UNESCO. Je to jeden z posledních zbytků cedrových lesů, které v minulosti pokrývaly mnohem rozlehlejší území v pohoří Libanon. Dřevo libanonského cedru využívali již Asýrie, Babylonie, Perská říše, Féničané, Egypťané, Římané, Izraelité i Osmané. Cedrové dřevo bylo použito např. v Šalomounově chrámě. Libanonský cedr je několikrát zmíněn v Bibli, ale i v Eposu o Gilgamešovi.